# Matthews (Indiana)
Matthews és una població dels Estats Units a l'estat d'Indiana. Segons el cens del 2006 tenia 569 habitants.

## Demografia
Segons el cens del 2000, Matthews tenia 595 habitants, 243 habitatges, i 178 famílies. La densitat de població era de 656,4 habitants/km².
Dels 243 habitatges en un 31,3% hi vivien nens de menys de 18 anys, en un 60,9% hi vivien parelles casades, en un 9,9% dones solteres, i en un 26,7% no eren unitats familiars. En el 13,2% dels habitatges hi vivien persones soles el 26,7% de les quals corresponia a persones de 65 anys o més que vivien soles. El nombre mitjà de persones vivint en cada habitatge era de 2,45 i el nombre mitjà de persones que vivien en cada família era de 2,88.
Per edats la població es repartia de la següent manera: un 27,1% tenia menys de 18 anys, un 4% entre 18 i 24, un 30,1% entre 25 i 44, un 23,2% de 45 a 60 i un 11% 65 anys o més.
L'edat mediana era de 39 anys. Per cada 100 dones de 18 o més anys hi havia 87,9 homes.
La renda mediana per habitatge era de 33.125$ i la renda mediana per família de 40.139$. Els homes tenien una renda mediana de 29.911$ mentre que les dones 23.214$. La renda per capita de la població era de 17.283$. Entorn del 4,5% de les famílies i el 5,5% de la població estaven per davall del llindar de pobresa.

## Poblacions més properes
El següent diagrama mostra les poblacions més properes.